# Otroeopsis virescens
Otroeopsis virescens là một loài bọ cánh cứng trong họ Cerambycidae.